# Edwina Booth
Edwina Booth (13 de setembro de 1904 - 18 de maio de 1991) foi uma atriz de cinema estadunidense que iniciou sua carreira na era do cinema mudo, alcançando a era sonora. Ela se tornou conhecida pelo filme de 1931, Trader Horn, durante o qual adquiriu malária, o que efetivamente causou o fim de sua carreira cinematográfica. Atuou em 7 filmes entre 1928 e 1932, retirando-se da vida cinematográfica.

## Biografia
Nascida Josephine Constance Woodruff em Provo, Utah, era filha do médico James Lloyd e de Josephine (Booth) Woodruff, a mais velha entre cinco filhos. Era doentia desde a infância, e teve dificuldades, devido a isso, para freqüentar a escola.
Sua breve carreira cinematográfica começou em 1928, com o filme dirigido por Dorothy Arzner, Manhattan Cocktail. Ela estava de férias, seguindo uma peça teatral em 1927, quando o cineasta E. Mason Hopper a viu e lhe ofereceu um papel num filme de Marie Prevost. A Metro-Goldwyn-Mayer (MGM) ficou impressionada com seu trabalho e a colocou em pequenos papéis coadjuvantes. Sua chance para o estrelato veio quando o estúdio lançou seu novo épico de selva, Trader Horn, estrelado por Harry Carey. A produção recebeu um orçamento bastante grande e enviou o elenco e a equipe para o leste da África.
Até 1929, os únicos filmes feitos diretamente na África eram Literatura de viagem, mas a MGM esperava que a ideia da “filmagem em locação” pudesse incrementar o apelo commercial para o filme. O cast era, porém, inexperiente e mal equipado para filmar na África, um problema agravado pela decisão da MGM na última hora, de fazer o filme com som.

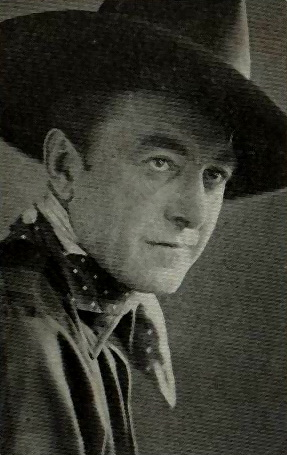
Harry Carey, parceiro de Edwina em três de seus filmes.

Além de lidar com o calor e os insetos, Booth contraiu malária durante as filmagens. (Em uma entrevista com Dick Cavett, nos anos 1970, Katharine Hepburn disse que Booth contraiu esquistossomose). Seu papel como "The White Goddess", no filme, exigia cenas seminuas, provavelmente aumentando sua susceptibilidade. A produção durou vários meses (muito mais do que tempo de produção média naqueles dias), e o filme não foi lançado até 1931. Apesar dos muitos problemas com a produção do filmes Trader Horn foi um sucesso, chegando a ser indicado para o Oscar de melhor filme, que acabou sendo vencido por Cimarron naquele ano.
Booth demorou 6 anos para se recuperar fisicamente. Ela processou a MGM em mais de 1 milhão de dólares, alegando que ela tivera proteção inadequada e roupas inadequadas durante as filmagens na África. Ela alegou ter sido forçada a tomar banho de sol nua por períodos prolongados durante as filmagens. O caso recebeu muita atenção nos tablóides e eventualmente foi resolvido fora do tribunal. De acordo com algumas fontes, os termos não foram divulgados;entretanto, os arquivos da Brigham Young University indicam a quantia de $35,000.
A carreira de Booth jamais se recuperou do desastre da MGM. Nem a MGM, nem outros grandes estúdios tinham quaisquer intenções de empregá-la, o que criou uma oportunidade para o produtor Nat Levine, da produtora mais pobre Mascot Pictures. Levine viu uma oportunidade para capitalizar sobre o sucesso de Trader Horn, reunindo suas estrelas Harry Carey e Edwina Booth em dois seriados de aventura, The Vanishing Legion (1931) e The Last of the Mohicans (1932). Os filmes foram bem sucedidos dentro de seu mercado limitado, mas não conseguiram impulsionar a carreira cinematográfica de Booth.
Booth retirou-se completamente da vida pública, embora continuasse a receber cartas de fãs para o resto da sua vida. Ela declarou que ela iria dedicar todo seu futuro lazer e uma grande proporção dos seus ganhos para o alívio do sofrimento humano, "My years of illness have not been wasted" (meus anos de doença não foram desperdiçados), ela informou à imprensa local. "I have learned to love mankind" (Eu aprendi a amar a humanidade).

## Vida pessoal
Booth foi casada três vezes. Anthony Shuck, seu primeiro marido, teve o casamento anulado após ela voltar da África. Casou pela segunda vez, com Urial Leo Higham, em 21 de novembro de 1951; ele morreu em 1957. Seu terceiro marido foi Reinold Fehlberg. Foram casados de 17 de fevereiro de 1959 até a morte dele, em 1983. Houve falsos rumores sobre ela ter morrido, até sua morte em 1991. Ela não teve filhos. Foi sepultada em Santa Mônica, no Woodlawn Memorial Cemetery.

## Filmografia

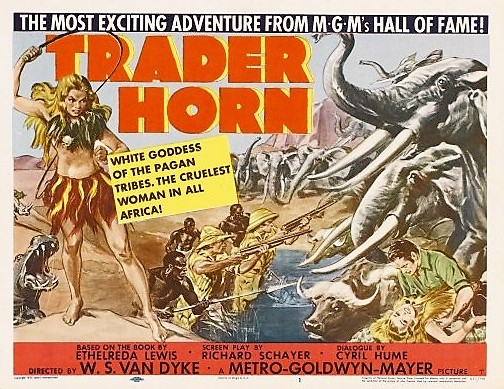
Cartaz do filme Trader Horn, de 1931

| Ano  | Filme                    | Papel                         | Notas                                   |
| ---- | ------------------------ | ----------------------------- | --------------------------------------- |
| 1928 | Manhattan Cocktail       |                               |                                         |
| 1929 | Our Modern Maidens       | Papel indeterminado           | Não-creditada                           |
| 1931 | Trader Horn              | Nina Trent, the White Goddess |                                         |
| 1931 | The Vanishing Legion     | Caroline Hall                 | (seriado)                               |
| 1932 | The Midnight Patrol      | Joyce Greeley                 |                                         |
| 1932 | The Last of the Mohicans | Cora Munro                    | (seriado)                               |
| 1932 | Trapped in Tia Juana     | Dorothy Brandon               | Título alternativo: Her Lover's Brother |